# Euphemos
Euphemos (altgriechisch Εὔφημος Eúphēmos) ist eine Gestalt aus der Griechischen Mythologie. Er war der Sohn des Poseidon und der Okeanide Europa und Gemahl der Schwester des Herakles, Laonome.
Euphemos hatte von seinem Vater die Gabe, auf dem Meer gehen zu können, und nahm am Argonautenzug teil. Als die Helden an den Tritonsee kamen, übergab ihm Triton eine Scholle Landes, und Medea weissagte, wenn er diese in den Hadeseingang am Tänaron werfe, so würden seine Nachkommen vierter Generation Herrscher von Libyen werden. Da die Scholle aber bei der Insel Thera verloren ging, so mussten seine Nachkommen erst diese Insel besetzen, von der aus erst Battos, sein Nachkomme in 17. Generation, Kyrene in Libyen gründete.